# Akwalung

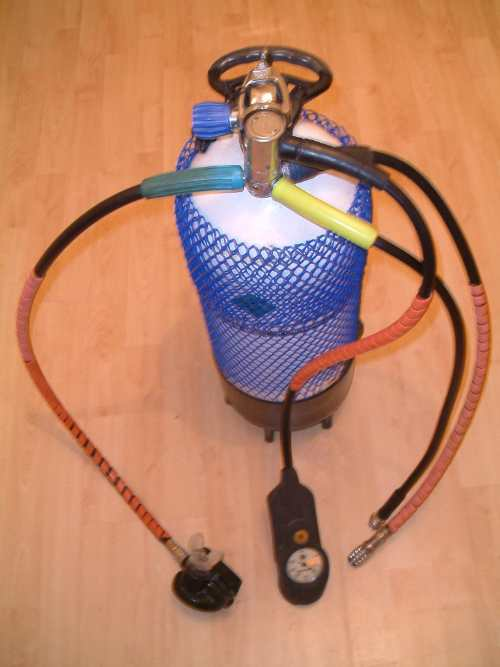
Akwalung

Akwalung (ang. Aqua-Lung, od łac. aqua - woda i ang. lung - płuco) – sprzęt, aparat umożliwiający przebywanie płetwonurkowi pod wodą. Akwalung wynaleźli w 1943 Jacques-Yves Cousteau i Emile Gagnan.
Akwalung składa się z:
- butli nurkowej ze sprężonym powietrzem lub mieszaniną gazów do wdychania, np. nitrox,
- automatu oddechowego,
- giętkiego przewodu łączącego butlę z ustnikiem.